# TV2 (Мађарска)
TV2 је мађарска телевизијска станица са седиштем у Будимпешти. Налази се у власништву мађарског предузетника Јожефа Виде. Најгледанија је телевизијска станица у Мађарској.